# Triumph Acclaim
La Triumph Acclaim è una berlina prodotta dalla casa automobilistica britannica Triumph Motor Company tra il 1981 e il 1984.

## L'origine e il contesto
La Triumph alla fine degli anni settanta era in grande difficoltà all'interno della British Leyland. L'invecchiamento della media Dolomite, il tramonto della Spitfire e l'insuccesso della TR7 l'avevano messa in crisi.
Alla fine del 1979, dopo una lunga e laboriosa trattativa, la British Leyland aveva stipulato un accordo con la Honda per produrre su licenza in Inghilterra la media Ballade, derivata dalla Civic, e il marchio prescelto per dare seguito alla joint-venture fu proprio quello Triumph. Si trattava di un accordo di importanza storica, il primo tentativo di un costruttore giapponese di entrare nel mercato europeo, aggirando dazi e contingentamenti.

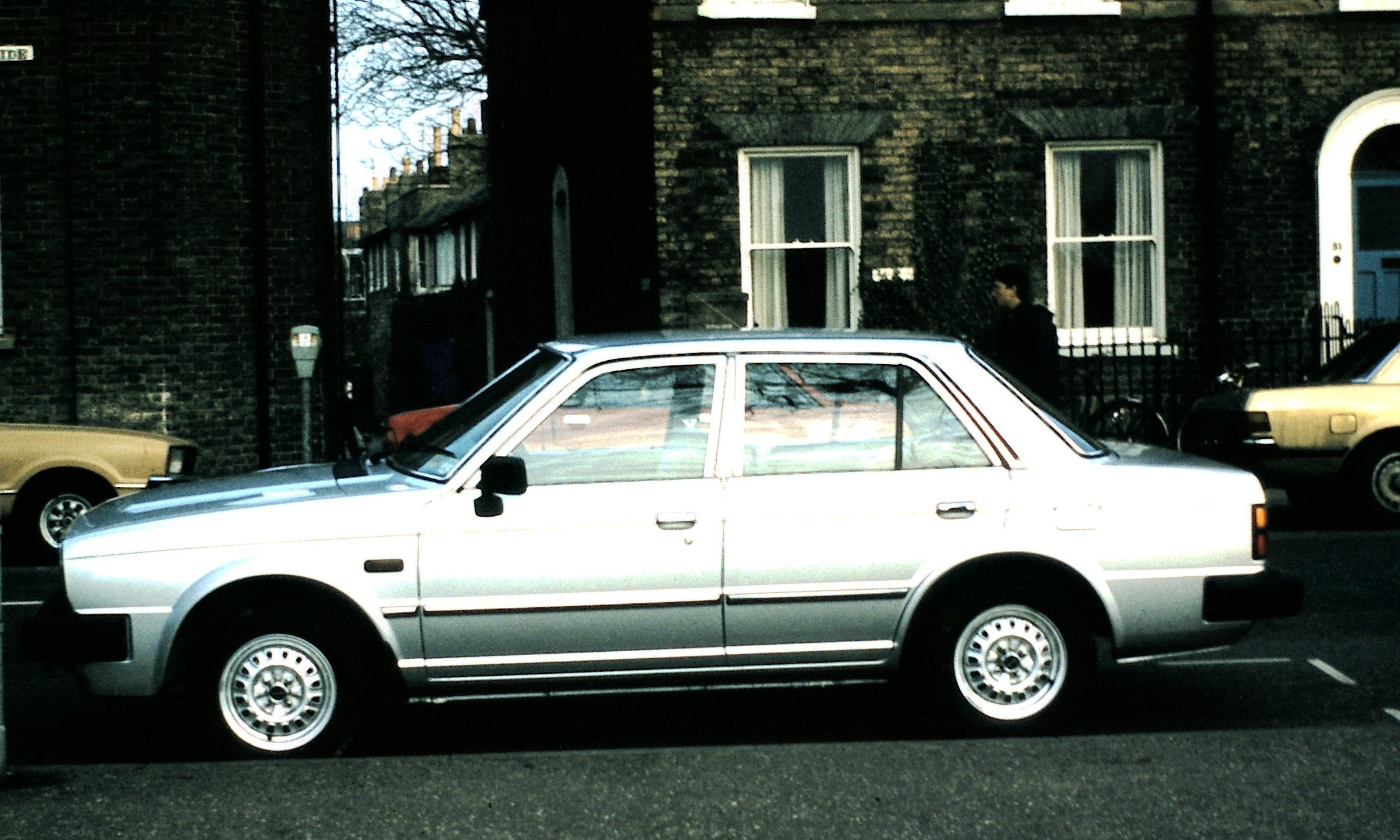
Vista laterale di una Acclaim

Così nel 1981, tolti di listino tutti gli altri modelli Triumph, venne avviata la produzione dell'autovettura, commercializzata con il nome di Triumph Acclaim.
Di inglese c'era veramente poco (i sedili anteriori modificati, la scelta dei tessuti di rivestimento dell'abitacolo e la grafica della strumentazione) oltre all'assemblaggio.
Dal punto di vista estetico la Acclaim (assolutamente identica alla Ballade) era una berlina a tre volumi e quattro porte, non particolarmente originale (e neppure dotata dell'eleganza delle Triumph precedenti), mentre tecnicamente aveva un'impostazione moderna. La trazione era anteriore, le sospensioni a quattro ruote indipendenti, il cambio manuale a cinque marce e l'impianto frenante di tipo misto dischi davanti e tamburi dietro).
Giapponese al 100% anche il motore, un quattro cilindri in linea di 1335 cm³ con albero a camme in testa e alimentazione a carburatore singolo. Con 71 CV a disposizione e un peso di soli 785 kg, la Acclaim era brillante ed economica.

## La produzione
Al momento del lancio sul mercato nel 1981 la Acclaim era disponibile in cinque allestimenti, che differivano tra loro unicamente per il grado di finitura e il livello di dotazione. Sul mercato italiano arrivarono solo l'intermedio HL, l'HLS con finestrini elettrici anteriori e posteriori e il top di gamma, CD, con cambio automatico.
La linea, ancora lontana dai gusti estetici europei e dall'eleganza delle Triumph precedenti, e l'impostazione generale della vettura, più improntata alla praticità che alla raffinatezza (talvolta contraddittoria) delle vetture inglesi, ne limitarono il successo.
La Acclaim fu prodotta fino al 1984 in 133.625 esemplari. Con l'uscita di scena di questo modello, venne abbandonato definitivamente anche il marchio Triumph.